# Master Class (dramma)
Master Class è un'opera teatrale di Terrence McNally con musiche di Giuseppe Verdi, Giacomo Puccini e Vincenzo Bellini.

## Trama
La trama si sviluppa tutta intorno alla diva Maria Callas, l'affascinante, intelligente, caustica, sentimentale soprano che tiene un master class al John Golden Theatre di New York sul canto lirico ai giovani cantanti.
Ai commenti e discorsi degli impressionati studenti, si alternato i ricordi della grande diva, la gioventù come “brutto anatroccolo”, l'odio feroce che nutriva nei confronti dei suoi rivali, le critiche, il trionfo al Teatro alla Scala di Milano e la relazione con Aristotele Onassis. Lo spettacolo termina con un monologo della Callas su tutti i sacrifici intrapresi in nome dell'arte.

## Storia degli allestimenti
Il dramma è stato messo in scena originariamente dalla Philadelphia Theatre Company al Mark Taper Forum. Dopo dodici anteprime, la produzione di Broadway, diretta da Leonard Foglia, è debuttata al John Golden Theatre di New York il 5 novembre 1995, dove replicò per un totale di 598 performance.
Il cast originale comprendeva Zoe Caldwell, Audra McDonald, Karen Key Cody, David Loud e Jay Hunter Morris. La Caldwell e la McDonald vinsero il Tony Award per miglior attrice protagonista e non-protagonista l'anno successivo.
Successivamente Patti LuPone e Dixie Carter sostituirono la Caldwell nel corso delle repliche, mentre Alaine Rodin prese il ruolo che era stato di Audra McDonald.
In seguito, la LuPone ha ricoperto nuovamente il ruolo di Maria Callas nella produzione di Master Class di Londra, mentre Faye Dunaway ha interpretato il ruolo della Maria Callas nel tour degli Stati Uniti.
Il 7 luglio 2011 Master Class è tornato a Broadway al Samuel J. Friendman Theatre, con Tyne Daly nel ruolo di Maria Callas, Sierra Boggess in quello di Sharon e Alexandra Silber nella parte di Sophie De Palma. La produzione ha chiuso il 4 settembre 2011 con ottime recensioni. Questa produzione del musical ha riaperto nel West End londinese nel gennaio 2012, dove ha replicato fino ad Aprile.
Nel 1996 viene messa in scena la versione italiana tradotta da Rossella Falk, che recitava anche nel ruolo della Callas. La produzione del Teatro Eliseo di Roma ha visto in scena anche Luigi De Santis nella parte del pianista accompagnatore, e i cantanti Federica Bragaglia, Silvia Russo e Giuseppe Auletta. La regia era di Patrick Guinand della Comédie-Francaise. La prima europea viene rappresentata al Teatro Mancinelli di Orvieto nel marzo 1996 e da lì partì una tournée di due anni con più di 300 repliche nei maggiori teatri italiani. L'ultima replica si tenne al Teatro Grace di Monaco di Montecarlo. La produzione ha riportato un enorme successo di critica unito a un non meno altisonante sold-out ai botteghini per tutte le date programmate. Rossella Falk (intima amica della grande cantante) ha ottenuto per la sua interpretazione il premio Eleonora Duse.

## Riconoscimenti
Il dramma ha vinto nel 1996 sia il Drama Desk Award sia il Tony Award per il miglior nuovo dramma, mentre entrambe le attrici principali della produzione originale (Caldwell e McDonald) hanno ricevuto il Tony Award come miglior attrice protagonista e non-protagonista. La produzione di Broadway del 2011 con Tyne Daly e Sierra Boggess è stata nominata al Tony Award al miglior revival nel 2012.